# Palazzo dello Spagnolo
Il palazzo dello Spagnolo o dello Spagnuolo (già palazzo Moscati) è un palazzo monumentale di Napoli, ubicato in via Vergini al civico 19 nel Rione Sanità, in pieno centro storico cittadino.

## Storia
Il palazzo dello Spagnolo venne eretto nel 1738 su commissione del marchese di Poppano Nicola Moscati, unificando due lotti ricevuti dalla moglie. Il progetto, compresa la realizzazione della monumentale scala a doppia rampa, definita ad "ali di falco", che fu pensata come una sorta di luogo di incontro, in cui avveniva una vera e propria vita sociale, viene affidato così a Ferdinando Sanfelice, mentre a Francesco Attanasio vennero chiesti i lavori di stucco in stile rococò che furono da lui progettati, ma eseguiti successivamente da Aniello Prezioso.
Frequenti erano le visite di Carlo III di Borbone, che nel palazzo cambiava i cavalli per prendere dei buoi, unici animali capaci di portarlo fino a Capodimonte lungo la ripida via Vergini.

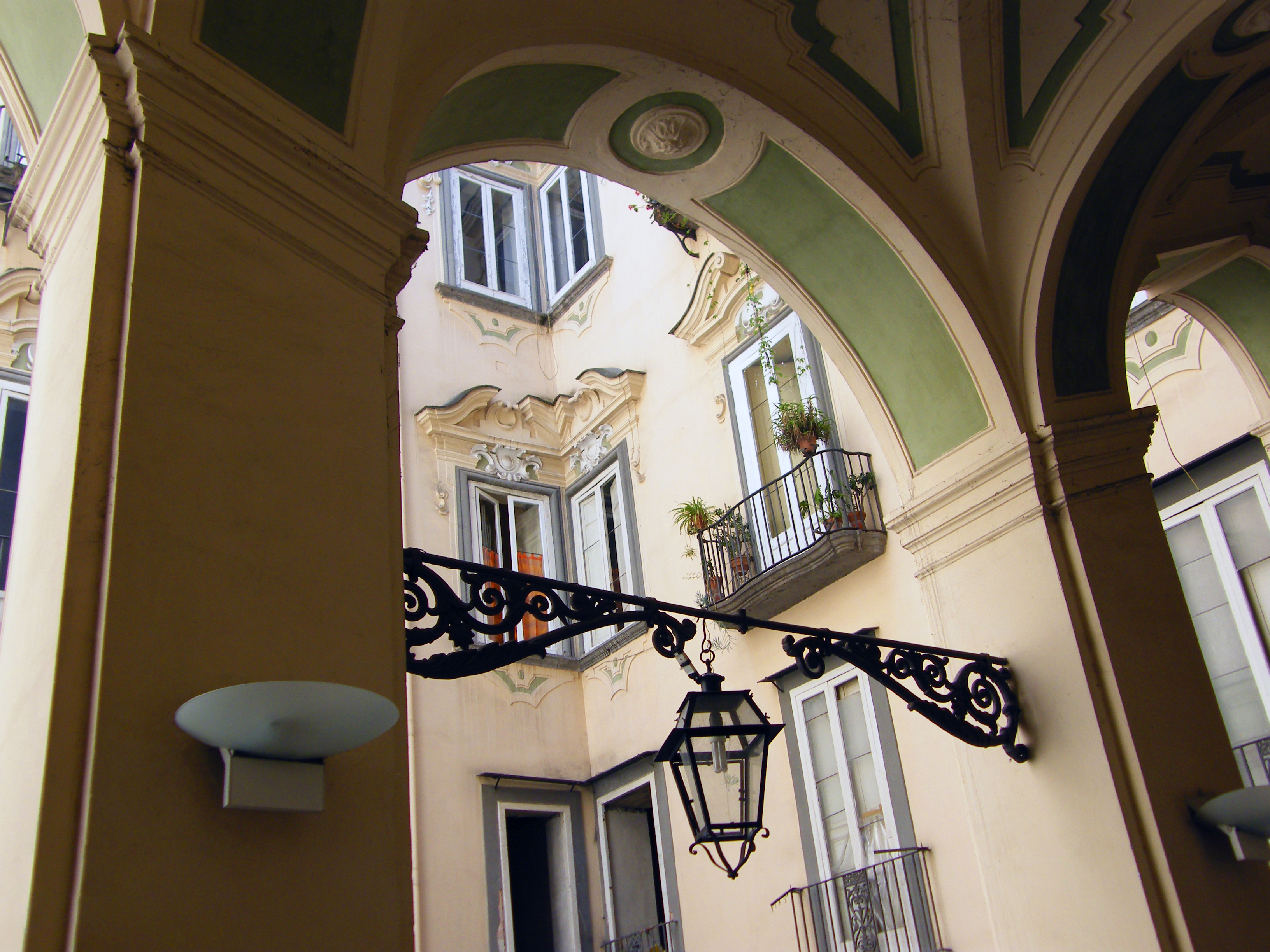
Vista dalla scalinata monumentale

Sul finire del secolo venne acquistato da un nobile di Spagna, Tommaso Atienza, il cui soprannome lo Spagnolo è il motivo per cui il palazzo si chiama oggi in tale modo. Il nuovo proprietario realizzò delle opere di espansione del palazzo facendo costruire un ulteriore piano (l'ultimo) e facendo realizzare gli affreschi al piano nobile, andati quasi completamente perduti a causa dei cattivi restauri avvenuti nel corso degli anni, e al secondo piano.
Nel 1850 il palazzo fu acquistato dalla famiglia Costa grazie al forte indebitamento di Atienza, il quale raggiunse quello stato, probabilmente, a causa di ingenti spese per le estrose opere di abbellimento del palazzo.
Successivamente, il palazzo (come molti edifici di Napoli), vide la proprietà frammentata in più parti costituendo oggi diverse proprietà private. Solo due appartamenti all'ultimo piano, in fase di restauro, sono stati acquistati dalla Regione Campania.
Il palazzo ha ospitato, in passato, l'istituto delle guarattelle (museo dei burattini locali e internazionali); attualmente, il secondo e terzo piano sono sede di un istituendo museo dedicato a Totò, la cui apertura al pubblico viene di anno in anno posticipata.

## Descrizione

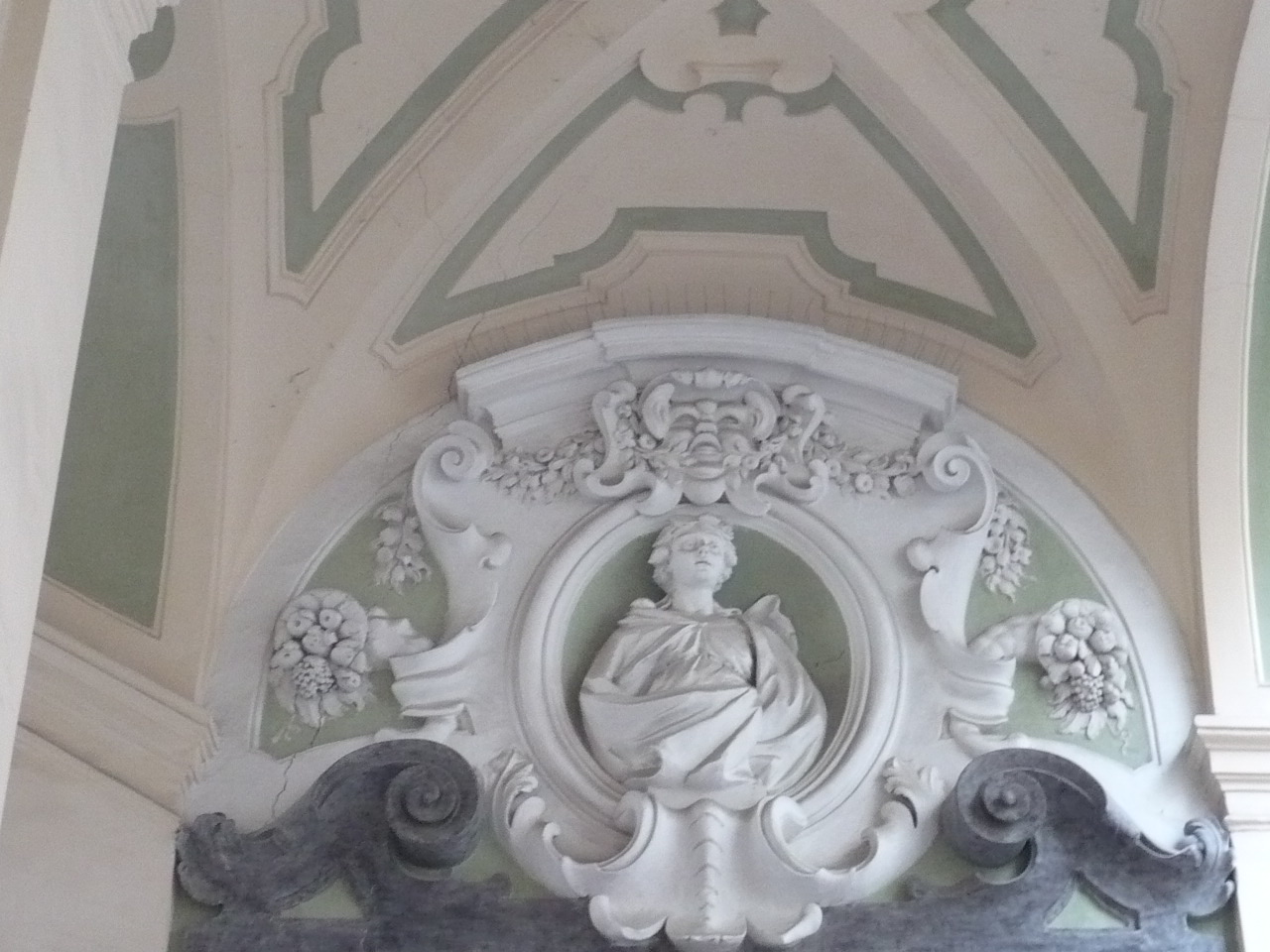
Un busto ritratto del palazzo

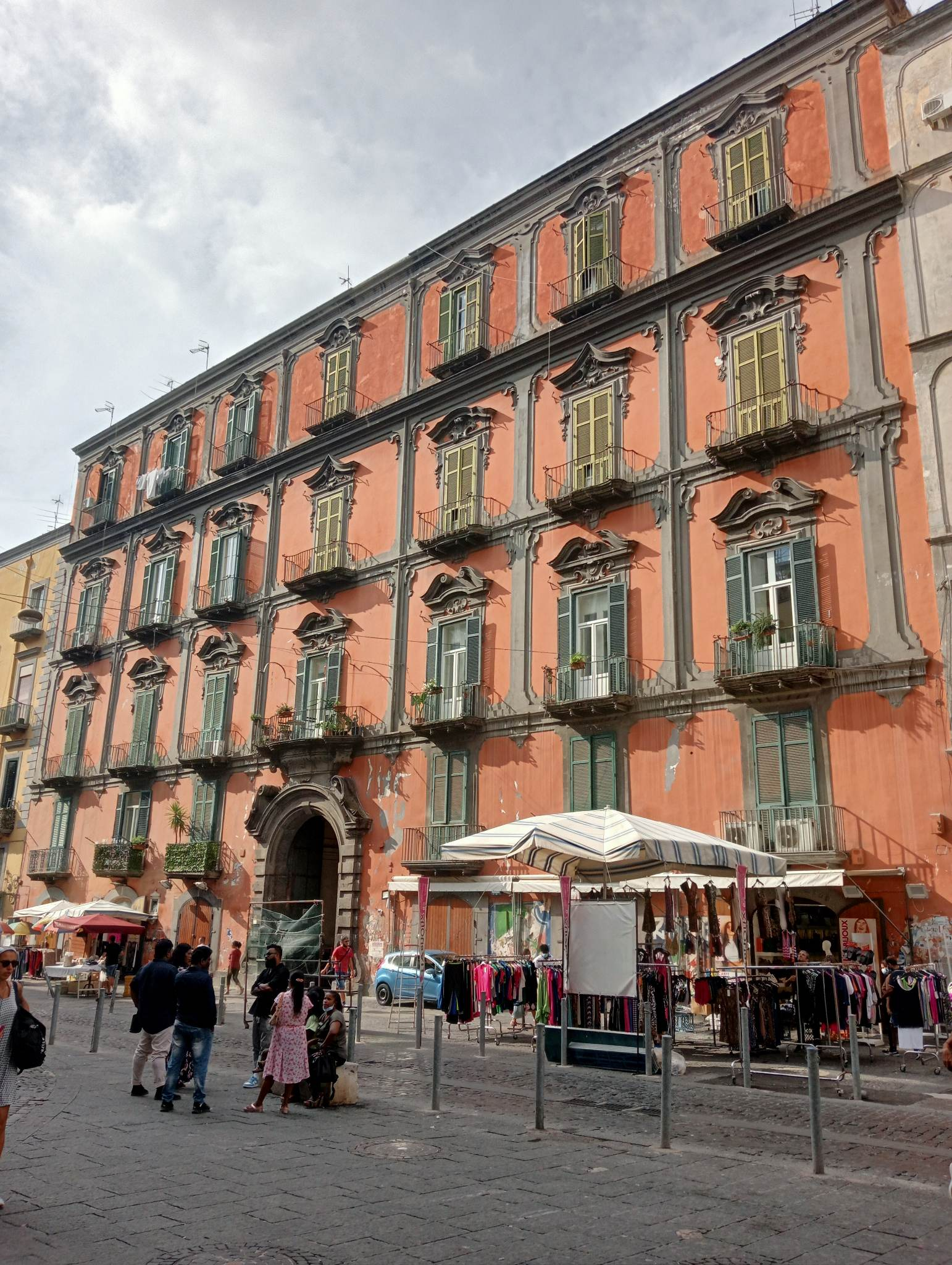
La facciata su via Vergini

Il palazzo è forse il più pregevole esempio di architettura civile in stile barocco napoletano, grazie soprattutto alla imponenza esemplare della scala principale a doppia rampa, che costituisce la facciata interna dell'edificio, nonché caratteristica architettonica principale del barocco napoletano. Non a caso sono diversi gli edifici in tale stile che presentano uno scalone d'accesso simile a quello del palazzo dello Spagnolo. Si ricordano per esempio anche il palazzo Trabucco, Palazzo Venezia, palazzo Sanfelice, Palazzo di Majo, Palazzo Tufarelli e altri ancora.
Tutto l'edificio è inoltre caratterizzato da decorazioni in stucco in stile rococò, le quali sono state realizzate intorno al 1740 dallo stuccatore Aniello Prezioso, su schizzo di Francesco Attanasio. 
Le porte di accesso agli appartamenti sono decorate con stucchi che inquadrano medaglioni con i ritratti a busto della famiglia che abitava quell'appartamento.